# Liste der Baudenkmale in Schwarmstedt
In der Liste der Baudenkmale in Schwarmstedt sind alle Baudenkmale der niedersächsischen Gemeinde Schwarmstedt (Landkreis Heidekreis) aufgelistet. Der Stand der Liste ist das Jahr 2021.

## Allgemein
Schwarmstedt liegt im Süden des Landkreises Heidekreis.

## Baudenkmale in den Ortsteilen

### Bothmer
| Lage                                           | Bezeichnung              | Beschreibung                                                                 | ID       | Bild |
| ---------------------------------------------- | ------------------------ | ---------------------------------------------------------------------------- | -------- | ---- |
| Alte Dorfstraße 52° 41′ 55″ N, 9° 36′ 0″ O     | Schloß                   |                                                                              | 32789981 |      |
| Alte Dorfstraße 6 52° 41′ 46″ N, 9° 36′ 4″ O   | Wohn-/Wirtschaftsgebäude |                                                                              | 32791230 | BW   |
| Alte Dorfstraße 6 52° 41′ 46″ N, 9° 36′ 5″ O   | Schule                   |                                                                              | 32789595 | BW   |
| Alte Dorfstraße 17 52° 41′ 58″ N, 9° 36′ 5″ O  | Gut IV                   |                                                                              | 32687113 | BW   |
| Am Thing 2 52° 41′ 48″ N, 9° 36′ 1″ O          | Hof                      |                                                                              | 32687074 |      |
| Am Thing 3 52° 41′ 49″ N, 9° 36′ 3″ O          | Wohnwirtschaftsgebäude   |                                                                              | 32791165 |      |
| Am Thing 3 52° 41′ 47″ N, 9° 36′ 4″ O          | Scheune                  |                                                                              | 32791187 | BW   |
| Am Thing 4 52° 41′ 47″ N, 9° 36′ 1″ O          | Wohn-/Wirtschaftsgebäude |                                                                              | 32791125 |      |
| Am Thing 4 52° 41′ 47″ N, 9° 36′ 2″ O          | Scheune/Stall            |                                                                              | 32791146 | BW   |
| Bahnhofsweg 52° 42′ 1″ N, 9° 36′ 11″ O         | Kriegerdenkmal           | Die Gedenksteine wurden für die Gefallenen des Ersten Weltkrieges errichtet. | 32790720 | BW   |
| Nähe Bothmer Mühle 52° 42′ 19″ N, 9° 35′ 52″ O | Zwillingsbogenbrücke     | Die Brücke wurde im Jahre 1905 erbaut.                                       | 32789301 | BW   |
| Steindamm 5 52° 41′ 45″ N, 9° 35′ 54″ O        | Backhaus                 |                                                                              | 32790696 | BW   |
| Steindamm 15 52° 41′ 52″ N, 9° 35′ 58″ O       | Gut                      |                                                                              | 32687100 |      |
| Steindamm 21 52° 41′ 52″ N, 9° 36′ 10″ O       | Brunnen                  |                                                                              | 32790526 | BW   |

### Grindau
| Lage                                              | Bezeichnung | Beschreibung | ID       | Bild |
| ------------------------------------------------- | ----------- | ------------ | -------- | ---- |
| Buchholzer Mühlenweg 3 52° 39′ 35″ N, 9° 37′ 5″ O | Scheune     |              | 32789388 | BW   |
| Buchholzer Mühlenweg 3 52° 39′ 32″ N, 9° 37′ 7″ O | Scheune     |              | 32790433 | BW   |
| Buchholzer Mühlenweg 3 52° 39′ 33″ N, 9° 37′ 9″ O | Scheune     |              | 32790407 | BW   |
| Buchholzer Mühlenweg 7 52° 39′ 31″ N, 9° 37′ 7″ O | Scheune     |              | 32789007 | BW   |
| Dorfstraße 1 52° 39′ 38″ N, 9° 37′ 3″ O           | Scheune     |              | 32789760 | BW   |
| Dorfstraße 1 52° 39′ 40″ N, 9° 37′ 3″ O           | Scheune     |              | 32789782 | BW   |
| Dorfstraße 2 52° 39′ 39″ N, 9° 36′ 57″ O          | Grabsteine  |              | 32788985 | BW   |
| Dorfstraße 6 52° 39′ 36″ N, 9° 36′ 58″ O          | Hof         |              | 32687139 |      |
| Dorfstraße 8 52° 39′ 35″ N, 9° 36′ 58″ O          | Hof         |              | 32687151 |      |
| Dorfstraße 10 52° 39′ 34″ N, 9° 36′ 58″ O         | Hof         |              | 32687164 | BW   |
| Klein-Grindau 2 52° 39′ 27″ N, 9° 36′ 42″ O       | Hof         |              | 32687226 |      |
| Klein-Grindau 4 52° 39′ 29″ N, 9° 36′ 42″ O       | Hof         |              | 32687214 | BW   |
| Klein-Grindau 6 52° 39′ 30″ N, 9° 36′ 39″ O       | Hof         |              | 32687202 | BW   |
| Marschweg 12 52° 39′ 26″ N, 9° 36′ 54″ O          | Speicher    |              | 32790846 | BW   |
| Marschweg 12 52° 39′ 27″ N, 9° 36′ 55″ O          | Stall       |              | 32789618 | BW   |

### Schwarmstedt
| Lage                                           | Bezeichnung                          | Beschreibung                                                                                   | ID       | Bild |
| ---------------------------------------------- | ------------------------------------ | ---------------------------------------------------------------------------------------------- | -------- | ---- |
| Am Beu 1 52° 40′ 42″ N, 9° 36′ 51″ O           | Wohnhaus                             |                                                                                                | 32790235 |      |
| Am Beu 5 52° 40′ 44″ N, 9° 36′ 53″ O           | Wohnhaus                             |                                                                                                | 32789412 |      |
| Am Schloomberg 1 52° 40′ 36″ N, 9° 36′ 46″ O   | Wohn-/Wirtschaftsgebäude             |                                                                                                | 32789139 |      |
| Am Schützenplatz 1 52° 40′ 28″ N, 9° 37′ 10″ O | Wohnhaus                             |                                                                                                | 32789526 |      |
| Am Schützenplatz 2 52° 40′ 30″ N, 9° 37′ 7″ O  | Wohnhaus                             |                                                                                                | 32789639 | BW   |
| Bahnhofstraße 10 52° 40′ 43″ N, 9° 37′ 24″ O   | Wohnhaus                             |                                                                                                | 32789252 |      |
| Celler Straße 52° 40′ 57″ N, 9° 36′ 40″ O      | Baudenkmalgruppe Friedhof            |                                                                                                | 32686970 | BW   |
| Celler Straße 52° 40′ 57″ N, 9° 36′ 40″ O      | Friedhof                             | Teil der Baudenkmalgruppe Friedhof                                                             | 32789345 |      |
| Celler Straße 52° 40′ 53″ N, 9° 36′ 45″ O      | Friedhofskapelle                     | Teil der Baudenkmalgruppe Friedhof                                                             | 32789434 |      |
| Celler Straße 52° 40′ 55″ N, 9° 36′ 45″ O      | Friedhofsmauer                       | Teil der Baudenkmalgruppe Friedhof                                                             | 32789096 |      |
| Celler Straße 52° 41′ 0″ N, 9° 36′ 35″ O       | Kriegsgräberstätte                   | Teil der Baudenkmalgruppe Friedhof                                                             | 32789119 |      |
| Celler Straße 25 52° 40′ 48″ N, 9° 37′ 13″ O   | Wohnhaus                             |                                                                                                | 32790608 |      |
| Celler Straße 28 52° 40′ 50″ N, 9° 36′ 56″ O   |                                      | Sog. „Alte Burg“                                                                               | 32789476 |      |
| Hauptstraße 14 52° 40′ 38″ N, 9° 37′ 3″ O      | Wohnhaus                             | Schlütersche Hof                                                                               | 32789500 |      |
| Kirchstraße 52° 40′ 45″ N, 9° 36′ 55″ O        | Baudenkmalgruppe Kirche mit Kirchhof | die Gruppe umfasst den Kirchhof, die Kirche St. Laurentius, das Kriegerdenkmal und eine Glocke | 32686957 |      |
| Kirchstraße 52° 40′ 45″ N, 9° 36′ 55″ O        | Ev. Kirche St. Laurentius            | St. Laurentius (Schwarmstedt)                                                                  | 32790283 |      |
| Kirchstraße 52° 40′ 45″ N, 9° 36′ 55″ O        | Kirchhof                             | Teil der Baudenkmalgruppe Kirche mit Kirchhof                                                  | 32789231 | BW   |
| Kirchstraße 52° 40′ 44″ N, 9° 36′ 55″ O        | Kriegerdenkmal                       | Teil der Baudenkmalgruppe Kirche mit Kirchhof                                                  | 32791410 |      |
| Kirchstraße                                    | Glocke                               | Teil der Baudenkmalgruppe Kirche mit Kirchhof                                                  | 32791501 |      |
| Kirchstraße 14 52° 40′ 47″ N, 9° 36′ 56″ O     | Wohnhaus                             |                                                                                                | 32790259 |      |
| Maschstraße 5 52° 40′ 39″ N, 9° 36′ 49″ O      | Wohn-/Wirtschaftsgebäude             | Vierständer-Hallenhaus                                                                         | 32789455 |      |
| Maschstraße 5 52° 40′ 38″ N, 9° 36′ 48″ O      | Scheune                              |                                                                                                | 32789574 |      |
| Maschstraße 10 52° 40′ 34″ N, 9° 36′ 52″ O     | Wohnhaus                             |                                                                                                | 32789662 |      |
| Maschstraße 10 52° 40′ 35″ N, 9° 36′ 52″ O     | Stallanbau                           |                                                                                                | 32791322 |      |
| Maschstraße 10 52° 40′ 33″ N, 9° 36′ 53″ O     | Scheune                              |                                                                                                | 32790077 | BW   |
| Maschstraße 10a 52° 40′ 36″ N, 9° 36′ 53″ O    | Wohnhaus                             |                                                                                                | 32790048 |      |
| Maschstraße 10a 52° 40′ 36″ N, 9° 36′ 52″ O    | Brunnen                              |                                                                                                | 32790048 |      |
| Maschstraße 12 52° 40′ 35″ N, 9° 36′ 50″ O     | Hofanlage Maschstraße 12/12a         |                                                                                                | 32686983 |      |
| Maschstraße 12 52° 40′ 36″ N, 9° 36′ 50″ O     | Wohnhaus                             |                                                                                                | 32790311 |      |
| Maschstraße 12 52° 40′ 35″ N, 9° 36′ 51″ O     | Wohnhaus                             |                                                                                                | 32790485 |      |
| Mühlenweg 8 52° 40′ 25″ N, 9° 37′ 25″ O        | Wohnhaus                             | ehem. Gutsverwalterhaus                                                                        | 32790918 |      |
| Mühlenweg 10 52° 40′ 25″ N, 9° 37′ 33″ O       | Gut I                                | Das „Lenthesche Gut“ existiert seit 1167.                                                      | 32790458 |      |
| Mühlenweg 10a 52° 40′ 26″ N, 9° 37′ 35″ O      | Gut I                                | Das „Lenthesche Gut“ existiert seit 1167.                                                      | 32790893 |      |
| Mühlenweg 52° 40′ 29″ N, 9° 37′ 33″ O          | Lenthescher Park                     | Das „Lenthesche Gut“ existiert seit 1167.                                                      | 32790783 |      |
| Schmiedestraße 2 52° 40′ 40″ N, 9° 36′ 53″ O   | Wohn-/Wirtschaftsgebäude             |                                                                                                | 32790584 |      |
| Unter den Eichen 2 52° 40′ 37″ N, 9° 37′ 5″ O  | Wohn-/Wirtschaftsgebäude             |                                                                                                | 32790548 |      |
| Unter den Eichen 2a 52° 40′ 35″ N, 9° 37′ 6″ O | Wirtschaftsgebäude                   |                                                                                                | 32790566 |      |

### Ehemalige Baudenkmale
| Lage                                            | Bezeichnung | Beschreibung                              | ID | Bild |
| ----------------------------------------------- | ----------- | ----------------------------------------- | -- | ---- |
| Bahnhofstraße 4 52° 40′ 43″ N, 9° 37′ 18″ O     | Wohnhaus    | abgerissen                                |    |      |
| Bahnhofstraße 13 52° 40′ 41″ N, 9° 37′ 24″ O    | Hotel       | abgerissen und durch einen Neubau ersetzt |    | BW   |
| Grindau Dorfstraße 4 52° 39′ 38″ N, 9° 37′ 0″ O | Hof         |                                           |    |      |
| Grindau Langenkampweg                           | Scheune     |                                           |    |      |